# 少年台灣
《少年台灣》（英語：Taiwan as a Young Man）是音樂時代劇場音樂劇，根據蔣勳的著書《少年台灣》寫成，為台灣首部文學音樂劇，由楊忠衡擔任藝術總監與編劇，冉天豪作曲與編曲，符宏征導演。除了最後一段「萬善同歸」的〈願〉為蔣勳的詩，歌詞是由楊忠衡根據《少年台灣》一書改寫與創作而成。其他創作人員還有劉達倫（舞台設計）、黃祖延（燈光設計）、李育昇（服裝設計）、葉蔭龍（影像設計）與鄭伊雯（舞蹈設計），2013年10月10日在台北市南海劇場首演。

## 曲目
蔣勳原作共有二十七篇，音樂劇選出其中十篇加以改編，全劇選用的篇名與曲目分別是
- 序曲
- 少年龍坑〈海戀〉（詞：蔣勳原作，楊忠衡改編）
- 少年鹿港〈Formosa〉（詞：蔣勳原作，楊忠衡改編）
- 少年笨港〈聖母與高僧〉（詞：蔣勳原作，楊忠衡改編）
- 少年九份〈山城殘戀〉（詞：蔣勳原作，楊忠衡改編）
- 少年龍峒〈白色記憶〉（詞：蔣勳原作，楊忠衡改編）
- 少年豐山〈交流道〉（詞：蔣勳原作，楊忠衡改編）
- 少年西寶〈天堂路〉（詞：蔣勳原作，楊忠衡改編）
- 少年鹽寮〈海邊的巴哈〉（詞：蔣勳原作，楊忠衡改編）
- 少年南竿〈迷失的城堡〉（詞：楊忠衡）
- 少年集集〈毀滅時刻的祝福〉（詞：蔣勳原作，楊忠衡改編）
- 萬善同歸〈願〉（詞：蔣勳）

## 演出時間與主要演員
2016年6月17日 (深圳保利劇院) 
- 演員：殷正洋、
- 樂手：

2016年6月14日 (南昌江西大劇院) 
- 演員：殷正洋、
- 樂手：

2016年6月10日-11日 (中國上海藝海劇院)  ( 共3場 )
- 演員：殷正洋、
- 樂手：

2016年4月15日 (台灣清華大學大禮堂) 
- 演員：殷正洋、程伯仁、
- 樂手：

2015年10月10日-11日（南投縣政府文化局演藝廳）( 共2場 ) ( 截至此為止共30場 )
- 演員：殷正洋、鍾筱丹、陳何家、林姿吟、葉百恂、張仰瑄、達姆拉．楚優吉、蕭呈叡、馮先芝
- 樂手：陳育志／鋼琴、蔡耿銘／小提琴、黃盈媛／大提琴

2015年4月25日（中國北京北京航空航天大學晨興音樂廳）
- 演員：殷正洋、鍾筱丹、程伯仁、姜柏任、曾志遠、張洪誠、張擎佳、陳書婷、陳品伶
- 樂手：陳育志／鋼琴、陳千／小提琴、黃紅溶／大提琴

2015年4月20日-21日（中國南京文化藝術中心）
- 演員：殷正洋、鍾筱丹、程伯仁、姜柏任、曾志遠、張洪誠、張擎佳、陳書婷、陳品伶
- 樂手：陳育志／鋼琴、陳千／小提琴、黃紅溶／大提琴

2015年4月17日-18日（中國上海藝海劇院）( 共3場 )
- 演員：殷正洋、鍾筱丹、陳何家、姜柏任、曾志遠、張洪誠、張擎佳、陳書婷、陳品伶
- 樂手：陳育志／鋼琴、陳千／小提琴、黃紅溶／大提琴

2015年1月9日-18日（新北市藝文中心演藝廳）( 共8場 )
- 演員：殷正洋、鍾筱丹、陳何家、姜柏任、曾志遠、葉百恂、張擎佳、陳書婷、買黛兒‧丹希羅倫
- 樂手：陳育志／鋼琴、蔡耿銘／小提琴、黃盈媛／大提琴

2014年10月31日（中國廈門閩南大戲院）
- 演員：殷正洋、鍾筱丹、程伯仁、姜柏任、曾志遠、張洪誠、張擎佳、陳書婷、買黛兒‧丹希羅倫
- 樂手：陳育志／鋼琴、陳千／小提琴、吳貝妮／大提琴

2013年10月10日-20日（台北南海劇場）( 共12場 )
- 演員：殷正洋、鍾筱丹、陳何家、姜柏任、曾志遠、葉百恂、張擎佳、陳書婷、林凱薇
- 樂手：陳育志／鋼琴、蔡耿銘／小提琴、黃盈媛／大提琴

## 外部連結
- 音樂劇《少年台灣》南投完美呈現台灣印象
- 是青春，也是鄉愁——觀音樂劇《少年台灣》 （页面存档备份，存于）
- 美學大師蔣勳原著改編，三金歌王殷正洋領銜主演　2015/1/9-1/18文學音樂劇《少年台灣》與您直心相見 （页面存档备份，存于）
- 楊忠衡：台灣音樂劇拓荒者 （页面存档备份，存于）